# Fritz Thurm
Fritz Thurm (* 2. Juli 1883 in Fraustadt, heute Wschowa; † 13. Juni 1937 in Berlin) war ein deutscher Buchdrucker, Politiker und Mitglied einer Widerstandsgruppe ehemaliger SPD-Angehöriger, die im Dritten Reich verbotene Schriften verteilten.

## Leben

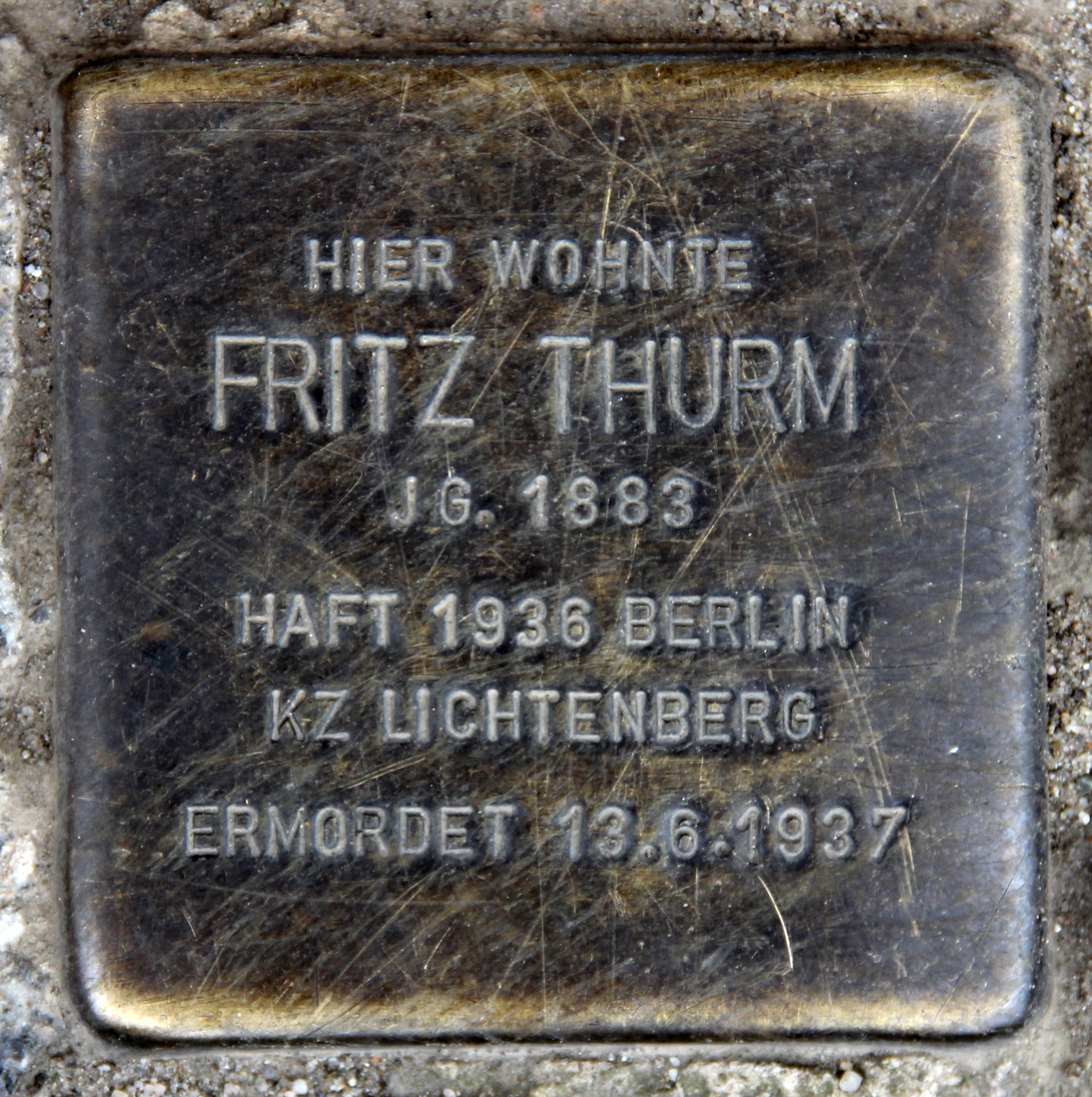
Stolperstein zum Gedenken an Fritz Thurm (mit falsch geschriebenem KZ-Namen)

Fritz Thurm wurde 1883 als Sohn eines Schneidermeisters in Fraustadt (damals Preußen, heute Polen) geboren.
1905 trat er in die SPD ein. Ab 1913 arbeitete er als Angestellter für die Allgemeine Ortskrankenkasse in der Stadt Berlin-Lichtenberg, welche 1920 nach Berlin eingemeindet wurde.
Von 1915 bis 1918 war er Soldat im Ersten Weltkrieg und trat in die USPD ein.
1919 wurde er in Lichtenberg zum besoldeten Stadtrat und zum zweiten Bezirksbürgermeister gewählt, was der Oberpräsident der Provinz Brandenburg jedoch nicht bestätigen wollte. 1922 trat Thurm wieder in die SPD ein. 1926 wurde er erneut gewählt und diesmal bestätigte der Oberpräsident die Wahl zum besoldeten Stadtrat von Lichtenberg.
Mit Erstarkung der NSDAP versuchte diese vergebens, Thurm für ihre politischen Ziele zu gewinnen. Im März 1933 entließ man ihn daher aus politischen Gründen als besoldeten Stadtrat.
Fritz Thurm gehörte mit anderen ehemaligen SPD-Anhängern zu einer Widerstandsgruppe, die vor allem verbotene Schriften verteilte.

### Verhaftungen
Im Herbst 1933 wurde er verhaftet und kam im Frühjahr 1934 wieder frei und war danach arbeitslos.
Am 1. Januar 1936 war eine Gedenkveranstaltung am Grab Karl Liebknechts auf dem Zentralfriedhof Friedrichsfelde geplant, auf dem bis 1933 beim Revolutionsdenkmal jährlich Aufmärsche und Gedenkfeiern zu Ehren von Lenin, Liebknecht und Luxemburg stattfanden und die nun in Nazi-Deutschland verboten waren. Thurm ging zum Friedhof, sah dort jedoch nur die Gestapo, da die Versammlung verraten worden war. Er kehrte noch einmal nach Hause zurück, um dann wieder loszuziehen, um laut seiner Frau Helene Thurm Erkundigungen einzuziehen. Zwischen drei und vier Uhr nachts kam die Gestapo zur Hausdurchsuchung, während der seine Frau von seiner Verhaftung erfuhr.
Thurm wurde ins Polizeipräsidium gebracht, von dort in Untersuchungshaft genommen in der Justizvollzugsanstalt Moabit, danach wieder zurück ins Präsidium und anschließend ins KZ Lichtenburg überführt. Im Oktober 1936 brachte man ihn zurück nach Berlin-Moabit, wo ihm der Prozess gemacht wurde. Trotz eines Freispruchs wurde er erst am 17. April 1937 entlassen. Während seiner Haft hatte er sämtliche obere Zähne durch Misshandlungen verloren.
Acht Wochen später starb er an den Folgen der schweren Misshandlungen. Mehrere Tausend Parteigenossen gaben ihm das letzte Geleit.

## Gedenken
Zu seinem Gedenken befindet sich vor seinem ehemaligen Wohnort in der Kreutzigerstraße 28 in Berlin-Friedrichshain ein Stolperstein.